# Helena Adléta Šlesvicko-Holštýnsko-Sonderbursko-Glücksburská
Helena Adléta Šlesvicko-Holštýnsko-Sonderbursko-Glücksburská (1. června 1888, Grünholz, Šlesvicko-Holštýnsko, Prusko – 30. června 1962, Hellerup, Dánsko) byla třetí dcera Fridricha Ferdinanda Šlesvicko-Holštýnského a Karolíny Matyldy Šlesvicko-Holštýnsko-Sonderbursko-Augustenburské. Sňatkem s Haraldem Dánským se stala dánskou princeznou. Během druhé světové války sympatizovala s nacismem a po válce byla z Dánska vyhoštěna, nakonec jí však byl povolen návrat.

## Dětství
Princezna Helena se narodila 1. června 1888 v Grünholz Manor ve pruském Šlesvicko-Holštýnsku jako třetí dcera Fridricha Ferdinanda Šlesvicko-Holštýnského a jeho manželky Karolíny Matyldy Šlesvické. Její otec byl nejstarším synem Fridricha Šlesvicko-Holštýnsko-Sonderbursko-Glücksburského a synovcem dánského krále Kristiána IX. Tři roky před Heleniným narozením se stal otec hlavou rodu Glücksburků a po smrti svého otce v roce 1885 se stal vévodou.

## Manželství a potomci
V roce 1908 se Helena zasnoubila a 28. dubna 1909 v Glücksburgu provdala za Haralda Dánského, čtvrté dítě a třetího syna Frederika VIII. a jeho manželky Luisy Švédské.
Po svatbě žila Helena s Haraldem ve venkovském domě Jægersborghus severně od Kodaně, který Harald v roce 1907 koupil. Zde se v letech 1910 až 1923 narodilo jejich pět dětí.
Jedinou aktivitou považovanou za přijatelnou pro členku královského domu byla kromě reprezentace charita. Princezna Helena v roce 1913 zahájila kampaň na založení sirotčince v Gentofte. Sirotčinec Spædbørnshjemmet Danmark byl nakonec založen v roce 1923. Poté působila jako ochránkyně sirotčince, kterému poskytovala finance.

## Pozdější život
Helena se stala během druhé světové války velmi nepopulární, protože sympatizovala s německou okupací Dánska v roce 1940 a s nacismem. Dánský odboj uvedl, že princezna Helena byla jediným členem dánské královské rodiny, který zradil Dánsko: přijímala a bavila Němce ve svém domě a zúčastnila se večírků pořádaných Němci a byla představena dánským kolaborantům. Její akce byly tak neoblíbené, že v některých případech jí rozzuření Dánové rozbíjeli okna její limuzíny. Kvůli její podpoře Němcům s ní její synové nemluvili, protože byli jejím chováním v rozpacích. Dokonce i manžel se jí vyhýbal. Jeden z jejích vlastních zaměstnanců, který měl na starost uspořádání jejího stolu, byl v kontaktu s německou rozvědkou v Kodani, Abwehr a po válce byl souzen jako špion.
18. ledna 1942 se Helena zúčastnila vzpomínkově bohoslužby za důstojníka SS, C.E. von Schalburga, který zemřel na ruské frontě. Této bohoslužby se panovník odmítl zúčastnit. V roce 1942 se pokusila přesvědčit Knuta Dánského, aby přesvědčil panovníka k přijetí nacistů do dánské vlády.
Princezna Helena není považována za regulérního německého agenta, ale spíše za neformálního informátora. Po válce nebyla jakožto členka královského domu souzena soudem, ale králem. Ten rozhodl, že bude 30. května 1945 vyhoštěna z Dánska a umístěna do domácího vězení na zámku Glücksburgu v Německu.
V roce 1947 jí byl povolen návrat do Dánska, když princ Harald vážně onemocněl. Zůstala se svým manželem až do jeho smrti o dva roky později. Princ Harald zemřel 30. března 1949 v Kodani. Princezna Helena přežila svého muže o 13 let a zemřela 30. června 1962 v Hellerupu, Dánsku. Pohřbena byla v katedrále v Roskilde.

## Potomci
Helena měla s Haraldem pět dětíː
| Jméno                    | Narození          | Úmrtí             | Poznámky |
| ------------------------ | ----------------- | ----------------- | --- |
| Feodora Dánská           | 3. července 1910  | 17. března 1975   | provdala se za svého bratrance Christiana ze Schaumburg-Lippe.                                                                                               |
| Karolina Matylda Dánská  | 27. dubna 1912    | 12. prosince 1995 | provdala se za svého bratrance Knuta Dánského. |
| Alexandrina Luisa Dánská | 12. prosince 1914 | 26. dubna 1962    | provdala se za Luitpolda z Castell-Castell. |
| Gorm Dánský              | 24. února 1919    | 26. prosince 1991 | Nikdy se neoženil. |
| Oluf z Rosenborgu        | 10. března 1923   | 19. prosince 1990 | Po nepovolené svatbě s Annie Helene Dorrit Puggard-Müllerovou a poté s Lis Wulff-Juergensenovou ztratil titul a stal se HE hrabětem Kristianem z Rosenborgu. |

## Tituly a oslovení
- 1. června 1888 – 28. dubna 1909: Její Výsost princezna Helena Adléta Šlesvicko-Holštýnsko-Sonderbursko-Glücksburská
- 28. dubna 1909 – 30. června 1962: Její Královská Výsost princezna Helena Adléta Dánská